# Centromachetes obscurus
Espèce
Synonymes
- Bothriurus asymmetricus Pessôa, 1935

Centromachetes obscurus est une espèce de scorpions de la famille des Bothriuridae.

## Distribution
Cette espèce est endémique de la région des Fleuves au Chili,. Elle se rencontre vers Valdivia. 

## Publication originale
- Mello-Leitão, 1932 : Notas sobre Escorpioes Sul-Americanos. Archivos do Museu Nacional Rio de Janeiro, vol. 34, p. 9-46.